# 百瀬まなみ
百瀬 まなみ（ももせ まなみ、1964年7月7日 - ）は日本の元女優、元歌手。北海道小樽市出身。血液型AB型。身長156cm。本名、長倉 美恵。公称していたスリーサイズはB78cm、W59cm、H87cm（1982年当時）。

## 来歴
「ミスセブンティーンコンテスト」北海道予選会場でスカウトされ、芸能界入り。同コンテストでは特別賞を受賞（1982年）。
東京都立青山高等学校（定時制）卒業。1982年7月21日、シングル『少女時代』で歌手デビュー。歌手としてEPIC・ソニーに所属。女優として大映テレビ制作のドラマを中心に活動した。

## ディスコグラフィ

### シングル
| #            | 発売日          | A/B面        | 収録曲               | 作詞         | 作曲         | 編曲         | 規格品番     |
| EPIC・ソニー | EPIC・ソニー    | EPIC・ソニー | EPIC・ソニー         | EPIC・ソニー | EPIC・ソニー | EPIC・ソニー | EPIC・ソニー |
| ------------ | --------------- | ------------ | -------------------- | ------------ | ------------ | ------------ | ------------ |
| 1st          | 1982年 7月21日  | A面          | 少女時代             | 浅野裕子     | 岡本一生     | 佐久間正英   | 07･5H-127    |
| 1st          | 1982年 7月21日  | B面          | ハートは恋のサイズ   | 浅野裕子     | 尾崎裕司     | 佐久間正英   | 07･5H-127    |
| 2nd          | 1982年 11月21日 | A面          | カナリア諸島         | 松本隆       | 大瀧詠一     |              | 07･5H-139    |
| 2nd          | 1982年 11月21日 | B面          | 陽だまりフィーリング | 小林和子     | 佐久間正英   | 佐久間正英   | 07･5H-139    |

## 出演

### テレビドラマ
- 「スチュワーデス物語」（1983年10月 - 1984年2月）寺本はるえ 役
- 「不良少女とよばれて」（1984年4月 - 9月）松田 役
- 「少女に何が起ったか」（1985年1月 - 3月）平林華子 役
- 「まさし君」（1985年2月18日）
- 「乳姉妹」（1985年4月 - 10月）千鶴子のクラスメイト 役
- 「木曜ドラマストリート・復讐はワイングラスに浮かぶ」（1985年11月14日）
- 「ヤヌスの鏡」（1985年12月 - 1986年4月）秋野理江 役

### バラエティ番組
- ピンキーパンチ大逆転ピンキー指令020 GO! GO! ニッキ孫悟空!　旅館の経営者役　(1982年　22話)

### コマーシャル
- ロッテ「パイの実」（郷ひろみと共演）